# هاروسندان
هاروسندان هو الملك الثالث للجيليتيين، وحكم لفترة وجيزة في عام 921. كان ابن تيرداد [الإنجليزية]، الذي كان أول ملك للجيليتيين في القرن العاشر، لكنه توفي فيما بعد وخلفه جيليتي آخر يدعى ليلي بن النعمان، الذي كان من عشيرة أخرى. وكان لهاروسندان أيضًا أخت تزوجت من أحد النبلاء الديلميين يدعى زيار، وأنجبا معًا ابنًا اسمه مردافيج، والذي سيؤسس فيما بعد السلالة الزيارية.
بعد وفاة ليلي في عام 921، اعتلى هاروسندان العرش الجيليتي. خططت مجموعة من الجيليين والديلميين لقتل الحاكم العلوي أبو محمد الحسن بن القاسم. لكن أبا محمد اكتشف في نهاية المطاف المؤامرة، وأمر بقتل هاروسندان، الذي خلفه بعد فترة وجيزة زعيم الفروند خوشكية. كان حكم خوشكية قصيرًا؛ حيث عادت الملكية بعد فترة وجيزة إلى سياهجيل، ابن هاروسندان. وكان لهاروسيندان أيضًا ابن آخر اسمه شهركويه، وله ولد اسمه زيار بن شهركويه.